# Jagodowa miłość
Jagodowa miłość (ang. My Blueberry Nights) – pierwszy anglojęzyczny film hongkońskiego reżysera, Wonga Kar-Waia. Film ten został pokazany na Festiwalu w Cannes 16 maja 2007 roku.

## Obsada
- Jude Law jako Jeremy, właściciel baru w Nowym Jorku
- Norah Jones jako Elizabeth
- David Strathairn jako Oficer Arnie Copeland
- Rachel Weisz jako Sue Lynne
- Natalie Portman jako Leslie
- LaVita Brooks jako Kobieta z kawiarni